# Aircraft Transport and Travel
Aircraft Transport and Travel Limited, també coneguda com Airco Air Express, va ser una línia aèria britànica formada durant la Primera Guerra Mundial, filial d'Airco. Va ser la primera línia aèria en operar un vol internacional regular (entre Londres i París).

## Història
El 5 d'octubre de 1916, George Holt Thomas va fundar Aircraft Transport and Travel (AT&T) i va nomenar director executiu a Sir William Sefton Brancker, qui acabava de dimitir com a General de divisió de la RAF. Utilitzant una flota de biplans Airco DH.4A que havien estat avions militars, va operar vols de socors entre Folkestone i Gant. El 15 de juliol de 1919, l'empresa va fer un vol de prova amb un Airco DH.4a a través del Canal de la mànega, tot i la manca de suport del govern britànic. Aquest vol de prova va ser pilotat per un veterà de la RAF, Bill Lawford, des de l'aeròdrom de Hounslow fins a l'aeroport de Paris–Le Bourget, va trigar 2 hores i 20 minuts i el seu únic passatger, el reporter George Stevenson-Reece, va pagar 42£.
El 25 d'agost de 1919, l'empresa va utilitzar DH.16s per començar un servei regular de l'aeròdrom Hounslow Heath a Le Bourget, el primer servei regular i diari del món. La línia aèria aviat va obtindre una bona reputació per la seva fiabilitat, malgrat els problemes amb el mal temps. El novembre de 1919, AT&T va guanyar el contracte per realitzar el primer transport aeri britànic de correu civil. L'octubre de 1919 la RAF va deixar sis Airco DH.9A modificats amb motors Napier Lion, per operar el servei de correu aeri entre Hawkinge i Colònia, que Aircraft Transport and Travel havia assumit de del 15 d'agost de 1919 per davant del exercit. El 1920, van ser retornats a la Royal Air Force.
El febrer de 1920, juntament amb la seva empresa mare Aircraft Manufacturing Company Limited (Airco), va esdevenir part del Grup BSA i va continuar operant, sota el control de Frank Searle de l'empresa Daimler Hire.
A més del servei de Londres (Hounslow) a París, AT&T també va operar un vol de l'aeroport de Croydon a Amsterdam en nom de KLM. El 17 de maig de 1920, un DH.16 (G-EALU) d'AT&T va operar el primer servei de KLM entre Londres i Amsterdam.
AT&T va continuar operant, però Daimler-BSA va retirar el suport econòmic, i no va poder amb les deutes. El novembre de 1920 va ser posada en liquidació, i el 17 de desembre de 1920, va prestar el seu últim servei. A inicis de 1921, els seus actius van ser adquirits per Daimler que va transformar Daimler Air Hire Limited en una nova companyia anomenada Daimler Airway Limited per continuar els serveis d'AT&T.
Durant el 1921, fins a sis empreses van operar un servei de Londres a París, tres franceses i tres britàniques. Les línies aèries franceses rebien subvencions del govern francès, i en protesta les tres línies aèries britàniques van parar els serveis el 28 de febrer de 1921.

### Llegat
A través d'una sèrie de preses de poder i fusions, l'empresa British Airways pot traçar part del seu origen fins a Aircraft Transport and Travel.

## Aeronaus
- Airco DH.4
- Airco DH.6
- Airco DH.9
- de Havilland DH.16
- de Havilland DH.18